# Alice Dunbar Nelson
Alice Ruth Dunbar Nelson, nata Moore (19 luglio 1875 – 18 settembre 1935), è stata una poetessa e giornalista statunitense, una delle più note afroamericane coinvolte nel fenomeno della Harlem Renaissance.

## Biografia
Nacque a New Orleans da genitori di classe media. Patricia Wright era una sarta ex schiava e Joseph Moore un commerciante. I due facevano parte della comunità creola della città.
Nonostante in quel periodo meno del 5% della popolazione avesse accesso all'università, riuscì a laurearsi alla Straight University (ora Dillard University) nel 1892 ed iniziò a lavorare come insegnante alla scuola pubblica di New Orleans.
Nel 1895 la sua prima raccolta di racconti e poesie, Violets and Other Tales, fu pubblicata da The Monthly Review. Circa nello stesso periodo, si trasferì a New York, dove sposò il poeta ed editore Paul Dunbar nel 1898. Insegnava alla White Rose Mission (White Rose Home for Girls) di Harlem, che aveva cofondato. Dopo il matrimonio, lei e il marito si trasferirono a Washington. Si separarono nel 1902 ma non divorziarono mai. Paul Dunbar morì nel 1906. Alice Dunbar si trasferì nuovamente a Wilmington (Delaware), e prese ad insegnare alla Howard High School. Nel 1910 sposò Henry A. Callis, fisico e professore della Howard University, ma la relazione terminò con un divorzio. In seguito sposò Robert Nelson, col quale visse fino alla morte.
Nel 1913 e 1914 la Dunbar fu coredattrice e scrittrice per l’A.M.E. Review, un'influente pubblicazione religiosa prodotta dalla Chiesa metodista. Nel 1916 sposò il poeta Robert J. Nelson. Dal 1920 fu coredattrice del giornale Wilmington Advocate e pubblicò The Dunbar Speaker and Entertainer, un'antologia letteraria destinata ad un pubblico di afroamericani.
Alice Dunbar Nelson fu anche attivista per i diritti delle donne e degli afroamericani. Nel 1918 si fece rappresentante del Woman's Committee of the Council of Defense. Nel 1924 militò nella campagna per l'approvazione del Dyer Anti-Lynching Bill. Divenne anche membro onorario della Delta Sigma Theta Sorority, Incorporated.

### Vita privata
Il suo primo marito fu il poeta Paul Laurence Dunbar, in seguito sposò il fisico Henry A. Callis e, per ultimo, Robert J. Nelson, un altro poeta. Era bisessuale e pare che il marito Paul Dunbar fosse turbato dalle relazioni lesbiche da lei intrattenute.

## Opere
- Violets and Other Tales, Monthly Review, 1895 Archiviato il 6 ottobre 2006 in Internet Archive. Racconti e poesie, tra cui "Titée", "A Carnival Jangle", e "Little Miss Sophie".
- The Goodness of St. Rocque and Other Stories, 1899
- "Wordsworth's Use of Milton's Description of Pandemonium", 1909
- Masterpieces of Negro Eloquence, 1914.
- "People of Color in Louisiana", 1917, Journal of Negro History
- Mine Eyes Have Seen, 1918, drama di un atto, in The Crisis
- Poesie pubblicate in Crisis, Ebony and Topaz, il giornale della National Association for the Advancement of Colored People (NAACP)
- Poesie pubblicate in Opportunity, giornale della Urban League.
- Caroling Dusk - a collection of African-American poets, 1927
- "Snow in October" e "Sonnet", 1927
- "The Colored United States", 1924, The Messenger Magazine, magazine letterario e politico di New York
- "From a Woman's Point of View" ("Une Femme Dit"), 1926, articolo per il Pittsburgh Courier.
- "As in a Looking Glass", 1926-1930, articolo per il Washington Eagle
- "So It Seems to Alice Dunbar-Nelson", 1930, articolo per il Pittsburgh Courier
- Give Us Each Day: The Diary of Alice Dunbar-Nelson 1984